# Hermann Grieben
Hermann Grieben, född den 8 februari 1822 i Köslin, död den 24 september 1890 i Köln, var en tysk tidningsman och skald. 
Efter universitetsstudier i Breslau övertog han 1850 redaktionen av Ostsee-Zeitung i Stettin, grundade 1853 i samma stad Pommersche Zeitung och blev 1859 medredaktör avKölnische Zeitung. Han utgav en studie Dante Alighieri (1865), några dramatiska försök under pseudonymen Roderich samt flera diktsamlingar, av vilka Rheinische Wanderlieder und andere Dichtungen kom i flera upplagor.